# Mordellistena brevicauda
Mordellistena brevicauda là một loài bọ cánh cứng trong họ Mordellidae. Loài này được Boheman miêu tả khoa học năm 1849.